# Zum Fuchsloch

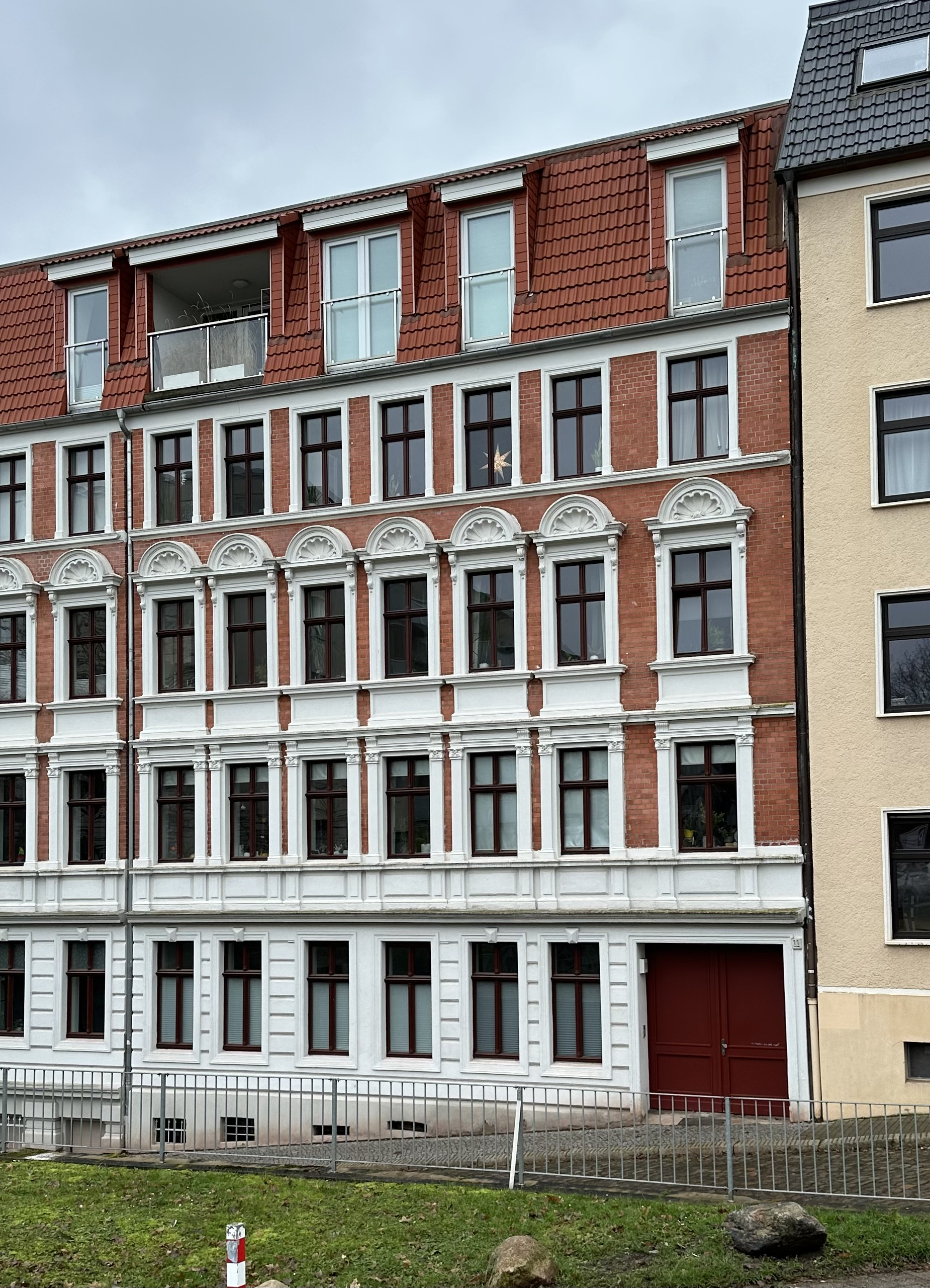
Zum Fuchsloch, Faßlochsberg 11 im Jahr 2023

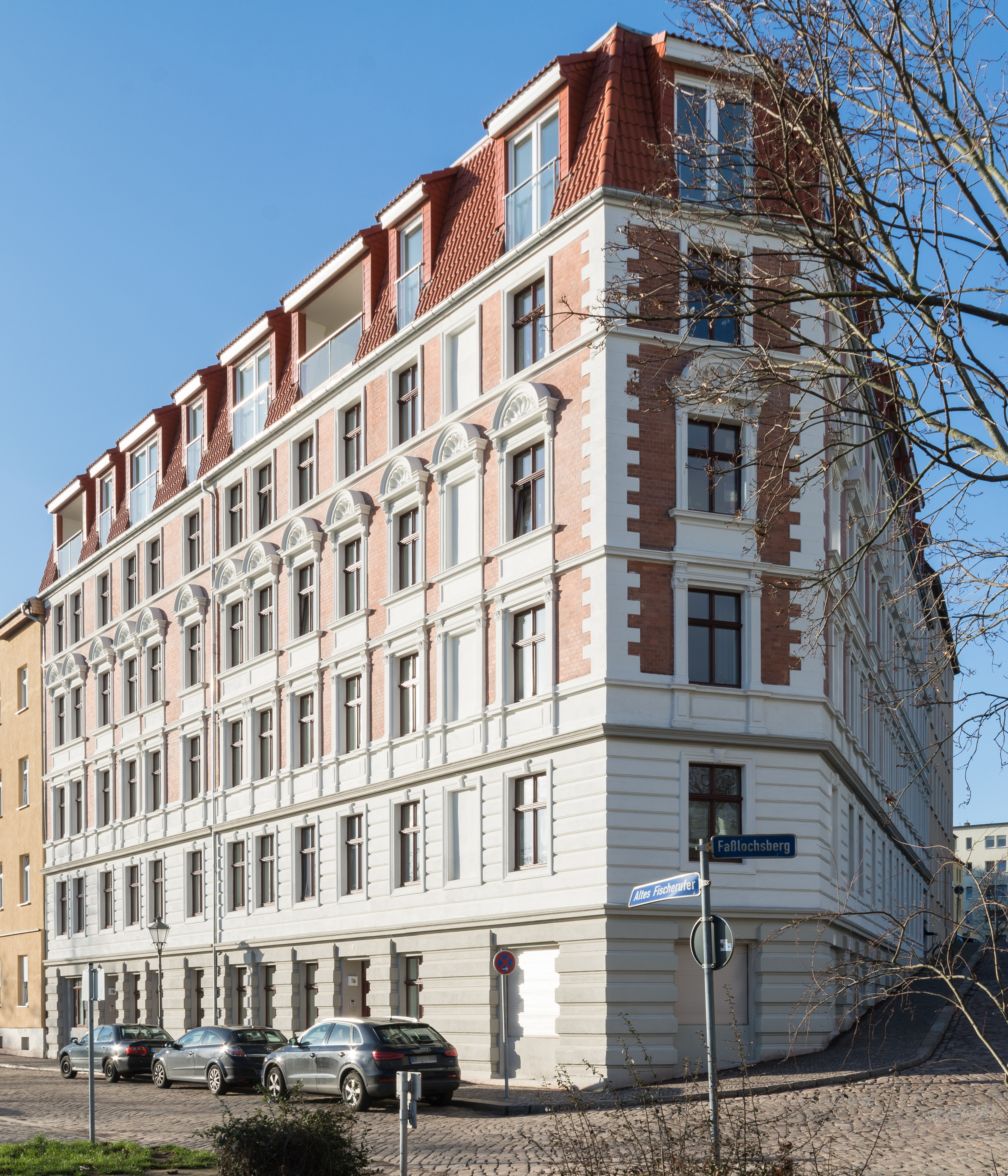
Eckbau, Faßlochsberg 11a und 11b, 2017

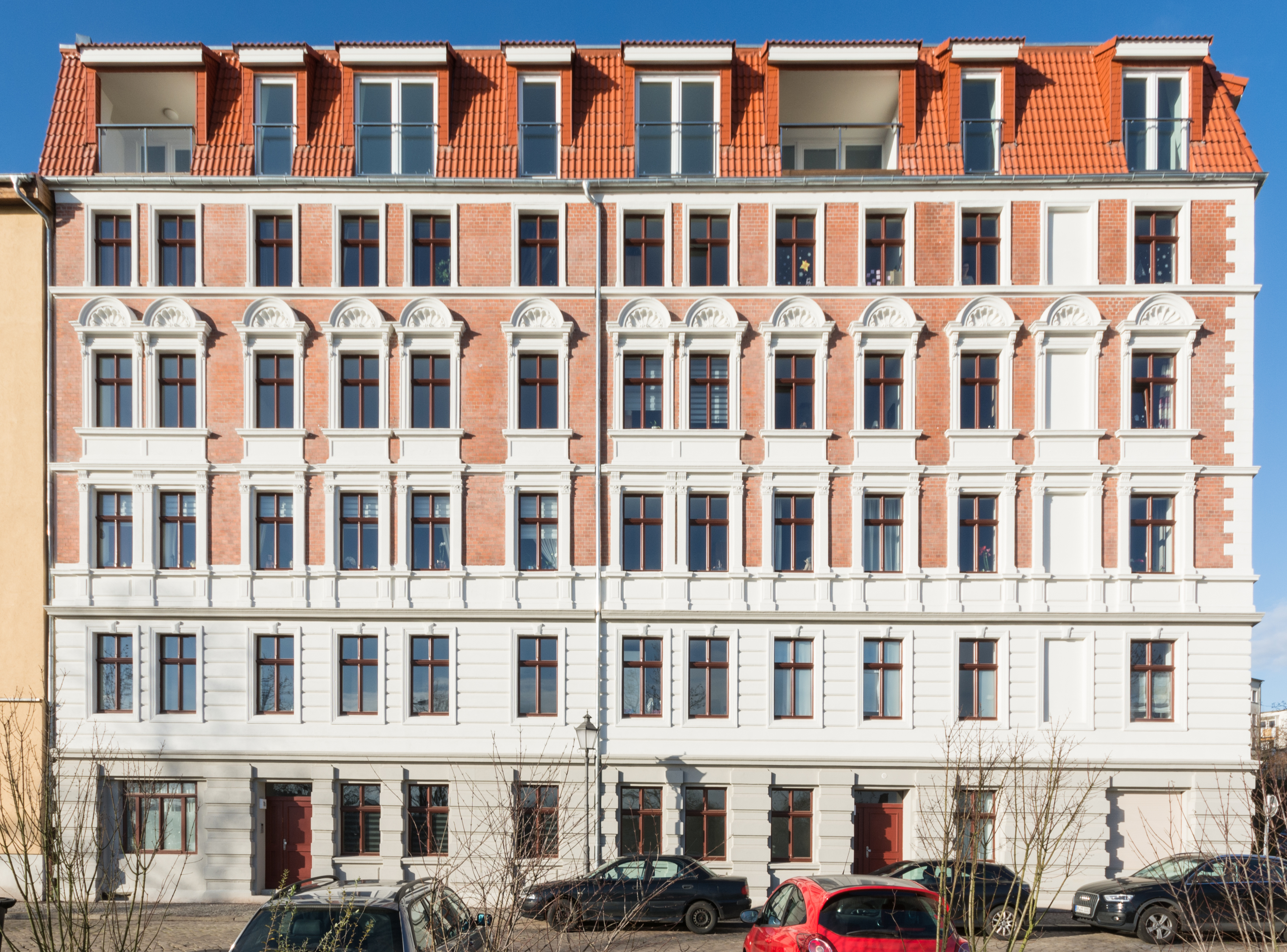
Ostfassade, 11a (rechts), 11b (links)

Das Haus Zum Fuchsloch, auch Haus Freitag, ist ein denkmalgeschütztes Wohnhaus in Magdeburg in Sachsen-Anhalt.

## Lage
Das Gebäude befindet sich am östlichen Ende der Straße Faßlochsberg, in einer Ecklage zu der dort von Süden einmündenden Straße Altes Fischerufer, an der Adresse Faßlochsberg 11 und 11a. Während der Zugang zur Nummer 11 von Norden her erfolgt, befinden sich der Eingang 11a an der Ostseite vom Alten Fischerufer her. Südlich grenzt dort das gleichfalls denkmalgeschützte Haus Freitag (Faßlochsberg 11b) an.

## Architektur und Geschichte

### Vorgängerbebauung
Lange bildete das Grundstück mit dem westlich angrenzenden Grundstück Nummer 10 eine Einheit und war mit dem Brauhaus Zum Fuchsloch bebaut. Der Hausname gab der Straße Faßlochsberg ihren Namen. Ab etwa 1650 wurde das niederdeutsche Im Voßloch für die Straße genutzt. Das damalige Haus Zum Fuchsloch sprang nach Norden in die Straßenflucht vor. Die Straße wurde so verengt, dass man wegen der Enge von einem Fuchsloch sprach. Außerdem wurde unmittelbar vor der Nummer 11 die Straße durch ein Tor verschlossen. 1683 wurde es als Pforte bezeichnet. Das Tor soll namenlos gewesen sein, wobei es denkbar erschiene, dass der Name Fuchsloch sich auch auf dieses Tor bezog.
1631 gehörte das Brauhaus Barthel Beyendorf. Bei der Zerstörung der Stadt im Jahr 1631 blieb das Brauhaus als einziges Brauhaus der Stadt unzerstört. Für 1633 ist belegt, dass ein Anteil am Gebäude dem Brauer Jakob Beyendorf gehörte, der ihn an seinen Schwiegersohn, den Kaufmann Hans Dünckler vererbte. Er veräußerte den Anteil 1643 für 500 Taler an den Brauer und Ackermann Georg Schröder. Der zweite Anteil fiel per Erbe an stud. jur. Johann Kaspar Friesel, der ebenfalls 1643 für 500 Taler an Schröder verkaufte. Dessen Sohn, der Brauer Adam Schröder, erbte 1662 die Hausnummern 10 (später Zur goldenen Birne) und 11. Nach ihm folgte seine Witwe, die bereits 1667 an ihren Schwiegersohn, den Brauer Gallus Wilcke, weiter vererbte. Wilcke oder sein Nachfolger teilten dann das Haus. Das Braurecht blieb bei der Nummer 11. Bis 1727 gehörte das Haus Christian Wilcke. 1871 kam zum Grundstück Nummer 11 auch das ehemals als Grundstück Altes Fischerufer 45 (Nummer 11a) geführte Grundstück hinzu, das den direkten Eckbau umfasst.
Das ehemalige Grundstück Altes Fischerufer 45 war noch bis in die Mitte des 18. Jahrhunderts mit zwei Häusern bebaut. Auf dem nördlichen Teil, der in etwa die Nummer 11a umfasst, befand sich 1651 bis 1653 ein Paul Haberland gehörendes Haus. 1871 brach hier und in den benachbarten Häusern Altes Fischerufer 46 bis 48 aufgrund besonders schlechter hygienischer Bedingungen die Cholera aus. Auf behördliche Anordnung mussten die Gebäude daraufhin abgerissen werden. Die Nummer 45 kam noch 1871 mit zur Nummer 11, dem Haus Zum Fuchsloch.

### Heutige Bebauung
Die Neubebauung des Komplexes erfolgte Ende des 19. Jahrhunderts durch den Bauunternehmer Louis Freitag, von dem auch der Entwurf stammte. Es entstand ein fünfgeschossiges Gebäude im Stil der Neorenaissance. Die Fassade des aus Ziegeln errichteten Gebäudes ist repräsentativ gestaltet und mit einem Mansarddach bedeckt. Die markante Ecklage ist durch einen keilförmig gestalteten Grundriss besonders betont.
Im Denkmalverzeichnis des Landes Sachsen-Anhalt ist das Wohnhaus unter der Erfassungsnummer 094 16746 als Baudenkmal verzeichnet.
Das Gebäude gilt als stadtbaugeschichtlich bedeutend, da es ein Relikt der historischen Vorkriegsbebauung des nördlichen Teils der Magdeburger Altstadt darstellt. Zugleich ist es stadtbildprägend als markanter Teil der Bebauung des Elbufers und gilt als maßstabprägend für die Sichtbeziehungen zur in der Nähe gelegenen Wallonerkirche und Sankt-Petri-Kirche.